# Сармьенто, Хорхе
Хо́рхе Сармье́нто (исп. Jorge Sarmiento; 2 ноября 1900, Лима — 20 февраля 1957, неизвестно) — перуанский футболист, нападающий, участник чемпионата Южной Америки 1927 и чемпионата мира 1930 года (как запасной игрок).

## Карьера

### Клубная
Хорхе Сармьенто выступал за клуб «Альянса Лима» в чемпионате Перу.

### В сборной
В составе сборной он принял участие в чемпионате Южной Америки 1927, сыграл на турнире 2 матча, забил 1 мяч.
Был в составе национальной команды на чемпионате мира в Уругвае, однако на поле не выходил.
| Матчи и голы Хорхе Сармьенты за сборную Перу | Матчи и голы Хорхе Сармьенты за сборную Перу | Матчи и голы Хорхе Сармьенты за сборную Перу | Матчи и голы Хорхе Сармьенты за сборную Перу | Матчи и голы Хорхе Сармьенты за сборную Перу | Матчи и голы Хорхе Сармьенты за сборную Перу | Матчи и голы Хорхе Сармьенты за сборную Перу |
| -------------------------------------------- | -------------------------------------------- | -------------------------------------------- | -------------------------------------------- | -------------------------------------------- | -------------------------------------------- | -------------------------------------------- |
| №                                            | Дата                                         | Место проведения                             | Соперник                                     | Счёт                                         | Голы                                         | Турнир                                       |
| 1                                            | 13 ноября 1927                               | Лима, Перу                                   | Боливия                                      | 3:2                                          | 1                                            | Чемпионат Южной Америки по футболу 1927      |
| 2                                            | 27 ноября 1927                               | Лима, Перу                                   | Аргентина                                    | 1:5                                          | -                                            | Чемпионат Южной Америки по футболу 1927      |

Итого: 2 матча / 1 гол; 1 победа, 0 ничьих, 1 поражение.